# 日本媒體
作為亞洲最早的已開發國家，日本的媒體的發展相當蓬勃。無論平面媒體或電子媒體皆為如此。其中報紙的銷量居於世界各國前列。廣播事業分為公共廣播、民營廣播兩大種，除了日本放送協會（NHK）、放送大學屬於公共廣播之外，其餘的廣播業者（包含電台及電視台）均為民營。日語稱包括商業媒體、非營利媒體在內的民營廣播事業為「民間放送」（みんかんほうそう；「放送」即中文「廣播」之意），簡稱「民放」（みんぽう）。

## 電視
日本是世界人均看電視時間最長的國家，電視對日本國民的生活有很大的影響。全日本有6家以無線電視為播出渠道的全國電視網，其中5家為商業電視網：
1. NHK（日本放送協會）- 屬於公共媒體。與其他商業電視臺不同，NHK擁有兩個無線電視頻道。
2. NNN·NNS - 以日本電視台為中心的電視網，立場較保守。讀賣新聞社的關係企業。
3. JNN - 以TBS電視台為中心的電視網，為日本第一個電視聯播網。每日新聞社的關聯播放者。
4. FNN·FNS - 以富士電視台為中心的電視網。富士產經集團的核心企業、產經新聞社的關係企業。
5. ANN - 以朝日電視台為中心的電視網。朝日新聞社的關係企業。
6. TXN - 以東京電視台為中心的電視網。日本經濟新聞社的關係企業。

日本5家商業電視網的一大特色是其背後的「報營」色彩。各商業電視網的核心局（旗艦台）均有一報社為最大或主要股東、並存有一定的業務合作關係，例如日本電視台背後的讀賣新聞社、富士電視台背後的產經新聞社等；但TBS（TBS控股）是其中特例，做為其主要創始股東之一的每日新聞社在1970年代遭遇財務危機，因而售出持有的大部分TBS股份，目前TBS的報營色彩已相當薄弱，兩方僅存在業務合作關係。
在日本，有線電視、衛星電視等付費電視服務相對弱勢，尤其是有線電視，很多觀眾滿足於6大電視網，不會再花錢收看有線電視。此外，衛星電視在日本的發展較大，並擁有一定規模的收視戶。多數國家有線電視裝機率遠高於衛星電視，但日本則二者比率差距不大。日本的衛星電視分成兩種，BS/CS 110及SkyPerfectTV 124/128，兩者均具高畫質影像傳輸，但以BS/CS 110較為普及。
| 左翼           | 中間           | 保守                  |
| TBS 朝日電視台 | NHK 東京電視台 | 富士電視台 日本電視台 |
| -------------- | -------------- | --------------------- |

## 廣播網

### AM
1. NHK - 廣播1台、廣播2台
2. 日本廣播網（JRN）
3. 全國廣播網（NRN）

### FM
1. NHK-FM
2. 全國FM放送協議會（JFN）
3. 日本FM聯盟（JFL）

## 杂志

### 周刊
1. AERA（日语：AERA）
2. Friday（フライデー） - 八卦雜誌
3. 女性自身（日语：女性自身）
4. 日經商務（日语：日経ビジネス） - 經濟雜誌
5. 週刊朝日
6. 週刊東洋經濟（日语：週刊東洋経済）

## 報紙
日本是世界報紙大國，全世界發行量最高的兩份報紙《讀賣新聞》和《朝日新聞》都是日本報紙。報紙在人們生活中有很高的地位，根據一份民意調查，日本人最信任的事物即為報紙。日本有四家全國性綜合報紙，大部分從19世紀日本近代化後就問世，是日本現代大眾傳播事業的骨幹，日本現今主要的商業傳媒、電影公司以及廣告公司都找得到其與這幾家大報的淵源。
《產經新聞》大部分只在關西和關東出版，而在北海道卻沒有出版。 30多年來，“全國報紙”已有名無實。 此外，它正準備關閉其在農村地區和中京地區的銷售辦事處，並退出全國報紙。
1. 讀賣新聞：右派報紙，發行量位居世界第一。它位於日本第一大城市東京。與日本電視台是關聯企業，也与日活映畫有關。
2. 朝日新聞：中間派/中間偏左自由主義和第三条道路，發行量居于第二位。它位於日本第二大城市大阪。很多文學作品在該報刊載。與朝日放送/朝日電視台是關聯企業，也與東映映畫有關。
3. 中日新聞：左派報紙，發行量第三，政治立場進步主義，社會主義和生態主義。 它位於日本第三大城市名古屋，是關東地區以《東京新聞》為標題出版的主要報紙。與中部日本放送，東海電視台和東京都會電視台是關聯企業，也與角川映畫有關。
4. 日本經濟新聞：經濟專業報紙，發行量第四，政治立場是中間偏右的自由保守主義和經濟自由主義。與東京電視台是關聯企業。
5. 每日新聞：中間派，發行量第五，毎日放送/東京放送是其關聯播放電視台，也與松竹映畫有關。
6. 產經新聞：發行量位居全日本第六。政治立场为保守主义與民族主義。與富士電視台是關聯企業，也與東寶映畫有關。

除了以上的六家全國性報紙外，還有、西日本新聞、北海道新聞、河北新報等地方性報紙。以報導影視、音樂、體育等娛樂類新聞為主的「體育報」在日本也有很高的閱讀率，主要的體育報有日刊體育、體育日本、體育報知、中日體育、東京體育等。

## 廣告商
1. 電通（日本最大、全球第四大廣告公司）
2. 博報堂 （日本第二大廣告公司）

## 出版社
日本出版集團

## 通訊社
1. 共同通信社（共同社）
2. 時事通信社（Jiji）

## 外部連結
- Unofficial Guide to Japanese mass-media （页面存档备份，存于）
- Japan Media Review
- Companion website to the book A Public Betrayed:  An Inside Look at Japanese Media Atrocities and Their Warnings to the West (ISBN 0-89526-046-8)
- Media Intimidation in Japan （页面存档备份，存于）, discussion paper by David McNeill in the electronic journal of contemporary japanese studies （页面存档备份，存于）, 27 March 2001.
- Media and Communication in Japan （页面存档备份，存于）, discussion paper by Barbara Gatzen in the electronic journal of contemporary japanese studies （页面存档备份，存于）, 17 April 2001.
- Brief history of TV Technology in Japan by NHK